# Sztole Dimitrievszki
Sztole Dimitrievszki (macedónul: Столе Димитриевски; Kumanovo, 1993. december 25. –) macedón válogatott labdarúgó, a Valencia játékosa.

## Pályafutása

### Klubcsapatokban
A Kumanovo Euroszport és a Rabotnicski korosztályos csapataiban nevelkedett, majd 2010. október 24-én az utóbbiban mutatkozott be az élvonalban a Vardar ellen.
 2011. augusztus 23-án az olasz Udinese Calcio csapatával kötött szerződést, de csak a 2012 januárjában csatlakozott a klubhoz, az akadémiához. 2011. december 30-án kölcsönbe került a spanyol Cádiz második csapatához. 2012 nyarán a Granada B csapatába adták kölcsön. 2014. augusztus 23-án mutatkozott be a felnőttek között a Deportivo La Coruña ellen 2–1-re megnyert bajnoki mérkőzésen. 2016. augusztus 16-án kétévre aláírt a Gimnàstic csapatához. Szeptember 7-én debütált a kupában a Numancia ellen. 2017. augusztus 13-án 2020. június 30-ig meghosszabbította a klub a szerződését. 2018. augusztus 31-én egy szezonra kölcsönbe került a Rayo Vallecano csapatához. 2019. január 31-én három és fél éves szerződést írt alá a klubbal, miután teljesítményével meggyőzte a vezetőséget. 2024. június 12-én 2+2 évre aláírt a Valencia csapatához, amelyhez július 1-től csatlakozott.

### A válogatottban
Többszörös korosztályos válogatott. 2015. november 12-én mutatkozott be a felnőtt válogatottban Montenegró ellen 4–1-re megnyert barátságos mérkőzésen. 2021 májusában bekerült az Európa-bajnokságra utazó keretbe. A tornán mind a három csoportmérkőzésen pályára lépett és az ukránok ellen kivédte Ruszlan Malinovszkij büntetőjét.

## Statisztika

### Klub
2024. május 19-i állapotnak megfelelően.
| Klub                     | Szezon   | Bajnokság            | Bajnokság | Bajnokság | Kupa  | Kupa  | Nemzetközi | Nemzetközi | Egyéb | Egyéb | Összesen | Összesen |
| Klub                     | Szezon   | Bajnokság            | Mérk.     | Gólok     | Mérk. | Gólok | Mérk.      | Gólok      | Mérk. | Gólok | Mérk.    | Gólok    |
| ------------------------ | -------- | -------------------- | --------- | --------- | ----- | ----- | ---------- | ---------- | ----- | ----- | -------- | -------- |
| Rabotnicski              | 2010–11  | Macedón First League | 2         | 0         | 0     | 0     | —          | —          | —     | —     | 2        | 0        |
| Rabotnicski              | 2011–12  | Macedón First League | 16        | 0         | 2     | 0     | 8          | 0          | —     | —     | 26       | 0        |
| Rabotnicski              | Összesen | Összesen             | 18        | 0         | 2     | 0     | 8          | 0          | 0     | 0     | 28       | 0        |
| Cádiz B (kölcsön)        | 2011–12  | Tercera División     | 8         | 0         | —     | —     | —          | —          | —     | —     | 8        | 0        |
| Cádiz B (kölcsön)        | Összesen | Összesen             | 8         | 0         | 0     | 0     | 0          | 0          | 0     | 0     | 8        | 0        |
| Granada B (kölcsön)      | 2012–13  | Tercera División     | 32        | 0         | —     | —     | —          | —          | 6     | 0     | 38       | 0        |
| Granada B (kölcsön)      | 2013–14  | Segunda División B   | 32        | 0         | —     | —     | —          | —          | —     | —     | 32       | 0        |
| Granada B (kölcsön)      | 2014–15  | Segunda División B   | 36        | 0         | —     | —     | —          | —          | —     | —     | 36       | 0        |
| Granada B (kölcsön)      | Összesen | Összesen             | 100       | 0         | 0     | 0     | 0          | 0          | 6     | 0     | 106      | 0        |
| Granada B                | 2015–16  | Segunda División B   | 28        | 0         | —     | —     | —          | —          | —     | —     | 28       | 0        |
| Granada B                | Összesen | Összesen             | 28        | 0         | 0     | 0     | 0          | 0          | 0     | 0     | 28       | 0        |
| Granada (kölcsön)        | 2013–14  | La Liga              | 0         | 0         | 0     | 0     | —          | —          | —     | —     | 0        | 0        |
| Granada (kölcsön)        | 2014–15  | La Liga              | 1         | 0         | 0     | 0     | —          | —          | —     | —     | 1        | 0        |
| Granada (kölcsön)        | 2015–16  | La Liga              | 0         | 0         | 0     | 0     | —          | —          | —     | —     | 0        | 0        |
| Granada (kölcsön)        | Összesen | Összesen             | 1         | 0         | 0     | 0     | 0          | 0          | 0     | 0     | 1        | 0        |
| Gimnàstic                | 2016–17  | Segunda División     | 9         | 0         | 2     | 0     | —          | —          | —     | —     | 11       | 0        |
| Gimnàstic                | 2017–18  | Segunda División     | 39        | 0         | 0     | 0     | —          | —          | —     | —     | 39       | 0        |
| Gimnàstic                | 2018–19  | Segunda División     | 0         | 0         | 0     | 0     | —          | —          | —     | —     | 0        | 0        |
| Gimnàstic                | Összesen | Összesen             | 48        | 0         | 2     | 0     | 0          | 0          | 0     | 0     | 50       | 0        |
| Rayo Vallecano (kölcsön) | 2018–19  | La Liga              | 21        | 0         | 1     | 0     | —          | —          | —     | —     | 22       | 0        |
| Rayo Vallecano (kölcsön) | Összesen | Összesen             | 21        | 0         | 1     | 0     | 0          | 0          | 0     | 0     | 22       | 0        |
| Rayo Vallecano           | 2019–20  | Segunda División     | 32        | 0         | 0     | 0     | —          | —          | —     | —     | 32       | 0        |
| Rayo Vallecano           | 2020–21  | Segunda División     | 28        | 0         | 2     | 0     | —          | —          | —     | —     | 30       | 0        |
| Rayo Vallecano           | 2021–22  | La Liga              | 31        | 0         | 2     | 0     | —          | —          | —     | —     | 33       | 0        |
| Rayo Vallecano           | 2022–23  | La Liga              | 37        | 0         | 0     | 0     | —          | —          | —     | —     | 37       | 0        |
| Rayo Vallecano           | 2023–24  | La Liga              | 37        | 0         | 0     | 0     | —          | —          | —     | —     | 37       | 0        |
| Rayo Vallecano           | Összesen | Összesen             | 186       | 0         | 5     | 0     | 0          | 0          | 0     | 0     | 191      | 0        |
| Összesen                 | Összesen | Összesen             | 395       | 0         | 9     | 0     | 8          | 0          | 6     | 0     | 418      | 0        |

### Válogatott
2024. június 10-i állapotnak megfelelően.
| Macedónia | Macedónia       | Macedónia |
| Év        | Pályára lépések | Gólok     |
| --------- | --------------- | --------- |
| 2015      | 2               | 0         |
| 2016      | 5               | 0         |
| 2017      | 9               | 0         |
| 2018      | 8               | 0         |
| 2019      | 10              | 0         |
| 2020      | 3               | 0         |
| 2021      | 15              | 0         |
| 2022      | 7               | 0         |
| 2023      | 7               | 0         |
| 2024      | 4               | 0         |
| Összesen  | 70              | 0         |